# هنری پرسی (بی‌پروا)
هنری پرسی (انگلیسی: Henry Percy; ۲۰ مهٔ ۱۳۶۴ – ۲۱ ژوئیهٔ ۱۴۰۳) یک شوالیه اهل پادشاهی انگلستان بود. معمولاً به نام سر هنری هاتسپر (بی‌پروا) نامیده می‌شد یا به سادگی و تنها هاتسپر، وی یک نجیب‌زاده در دوران اواخر قرون وسطی انگلستان بود، او از جمله افسران جنگ‌های انگلستان و اسکاتلند و جنگ‌های صد ساله بود، بعدها شورش‌های پی‌درپی را علیه هنری چهارم فراهم ساخت و در نهایت در نبرد شروزبری در سال ۱۴۰۳ و در اوج زندگی حرفه‌ای خودش کشته شد.